# L’Emprise
L’Emprise (с фр. — «Влияние») — двенадцатый студийный альбом французской певицы Милен Фармер, выпущенный 25 ноября 2022 года на лейбле Stuffed Monkey, дистрибьютором выступила компания Sony Music. В работе над альбомом принимали участие такие музыканты как Woodkid, Archive, Моби, TEPR и AaRON. Описываемый как возвращение к более мрачному звучанию её прошлых работ, L’Emprise — это концептуальный альбом, повествующий о человеке, подверженном психологическим манипуляциям и освободившемся от них.
Альбом получил положительные отзывы критиков и дебютировал с первой строчки чартов Бельгии, Франции и Швейцарии.
С данного альбома было выпущено четыре сингла: «À tout jamais», «Rayon vert» с участием французского дуэта AaRON, «Rallumer les étoiles» и «L’Emprise», выступивший саундтреком к франкоязычной версии фильма «Подземелья и драконы: Честь среди воров». 
В поддержку альбома в июне 2023 года Фармер отправилась в тур Nevermore 2023, первый с 2019 года и первый тур, в котором она играла исключительно на стадионах.

## Предыстория и запись
Свой предыдущий студийный альбом Désobéissance Фармер выпустила в 2018 году. О готовящемся новом альбоме стало известно в 2021 году, когда исполнительница анонсировала своё новое турне Nevermore, которое состоится в 2023 году. Весной 2022 года стала появляться информация о том, что Фармер работает над новой пластинкой с такими артистами как Woodkid, Моби, а также группами Archive и AaRON. С Моби и Archive певица ранее уже сотрудничала над альбомом Bleu noir 2010 года. Для работы над пластинкой певица вновь не пригласила своего давнего соавтора Лорана Бутонна.
Работа над альбомом продолжалась в течение года. По словам Woodkid, инициатором сотрудничества с Милен стал именно он. Тот в 2020 году отправил ей песни из своего второго альбома S16, и она попросила о встрече. Затем он отправил ей демоверсию песни, которая позже стала «Invisibles». Некоторые треки для альбома были записаны с симфоническим оркестром. Также Woodkid заявил, что в альбоме Милен хотела быть уверенной, очень интимной и чтобы её голос был на переднем плане.
Автором обложки и оформления также выступил Woodkid. Именно Милен предложила ему роль оформителя. Изначально он хотел сделать образ женщины-воина из героического фэнтези, однако для обложки певица выбрала образ в позе эмбриона, поскольку в альбоме говорится о сдержанности.
Запись альбома проходила в Studio Guillaume Tell в Париже, в присутствии симфонического оркестра.

## Композиция и тексты песен
L’Emprise — это поп-запись, включающая в себя синти-поп, электропоп, новую волну и влияние барокко-попа. В инструментарии преобладают скрипки, синтезаторы и ударные.
Альбом открывается песней «Invisibles», симфонической балладой, которая была первой песней, написанной для альбома. Лирически она посвящена религиозной любви. Вторая песня, лид-сингл «À tout jamais» — это среднетемповая электропоп-песня, которая «звучит как призыв выйти из-под контроля». Лирика обращена к эгоистичному человеку. Жан Блакьер для Sud Ouest и Алексей Душутин для «Новой газеты» отметили, что выход альбома совпал с Международным днем борьбы за ликвидацию насилия в отношении женщин, намекая на то, что тексты песен, особенно лид-сингла и «L’Emprise», посвящены динамике власти в отношениях. Третья песня, «Que l’aube est belle», — это баллада с орнаментальной оркестровкой, а её текст посвящен тревогам Фармер, связанным с наблюдением за миром. Исследуя динамику власти в отношениях и тёмные стороны человеческой природы, заглавную композицию сравнивают с лид-синглом «À tout jamais», как в звуковом, так и в лирическом плане. «Do You Know Who I Am» — это электропоп-песня в стиле даунтемпо, в которой Фармер «рассказывает о суровом наблюдении за тем, как она была слишком блеклой в пользу другого». Шестая песня, «Rallumer les étoiles» — это песня в темпе с инструментами новой волны. Рассматривая темы, характерные для творчества Фармер, песня касается Бога, ангелов и любви, а также ссылается на пьесу Гийома Аполлинера «Груди Терезия». Критики отметили её сходство с Eurythmics, песней Фармер 2010 года «Bleu noir» и альбомом Моби 1999 года Play.
Написанная французским поп-дуэтом AaRON песня «Rayon vert» — это синти-поп, в которой Фармер и Симон Бюре поют об одиночестве на астероиде. Восьмая песня, «Ode à l’apesanteur», представляет собой балладу с фортепианным сопровождением. Следующая песня «Que je devienne…» — готическая баллада со сложным инструментарием, состоящим из скрипок, ударных, церковных колоколов и хора. По звучанию сравнимые с плачем и балладами Бонда, Фармер обращается к Стефану Цвейгу, Шарлю Бодлеру, Эмили Дикинсон и Эдгару Аллану По и поет о том, как стать их музой. Слова песни также напоминают песню Фармер «Jardin de Vienne» из её альбома 1988 года Ainsi soit je…. «Ne plus renaître» — низкотемповая электро-рок песня, в которой присутствует семпл песни Фармер «Ave Maria» из её альбома 2008 года Point de suture. Одиннадцатая песня «D’un autre part» — это среднетемповая баллада с использованием электронных и симфонических инструментов. По звучанию она вызвала сравнения с треками «Á tout jamais» и «L’Emprise». Завершающий трек стандартной версии альбома, «Bouteille à la mer» — это обнадеживающая песня в темпе, в которой Фамер поет о «своей жажде жить интенсивно».

## Релиз и продвижение
24 августа было официально объявлено, что ведущий сингл «À tout jamais» выйдет 26 августа 2022 года. 13 октября рекламные щиты с певицей появились на нескольких вокзалах Франции, включая Париж, Нанси, Лилль. Название, а также дата выпуска были объявлены CNews тем же вечером: альбом будет называться L’Emprise (с фр. — «влияние») и выйдет 25 ноября 2022 года. 19 октября была презентована обложка альбома и открыт предзаказ. 4 ноября был выпущен второй сингл «Rayon vert». Премьера клипа, срежиссированного Франсуа Анссом, состоялась 14 ноября.
Релиз альбома состоялся в назначенную дату, 25 ноября. Сразу после релиза L’Emprise взлетел на первое место в iTunes Франции и Швейцарии, а также вошёл в первую десятку ещё нескольких стран, включая Канаду, Германию и Испанию. На сервисе Spotify для главного плейлиста «New Music Friday France» была выбрана песня «Que je devienne…».

## Коммерческие показатели
Согласно данным лейбла #NP, во Франции за первые три дня было продано 43 000 копий альбома. Эрик Лельевр, президент ELP Musiconsulting, заявил, что это лучший показатель в рейтинге альбомов в середине недели, и что это «в десять раз больше, чем у второго, и столько же, сколько у первых пятнадцати вместе взятых». Всего же за первую неделю было продано более 72 556 копий альбома во Франции, 68 549 из которых пришлось на физические носители (94 % от общего числа), остальное на — цифровые загрузки и стриминг. Данный результат стал четвёртым среди всех стартапов 2022 года, а также лучшим среди женщин. На второй неделе альбом продался тиражом в 21 607 копий, таким образом за 14 дней было продано 94 163 копий.
L’Emprise дебютировал с вершины национального альбомного хит-парада, для Фармер это был уже семнадцатый альбом-чарттоппер во Франции. В Бельгии альбом также дебютировал на первом месте в чарте Валлонии и на 47-м в чарте Фландрии. Также альбом дебютировал с первой строчки в чарте Швейцарии, он стал первым альбомом-чарттоппером в стране для Фармер. Это также первый раз для певицы, когда она заняла первое место с альбомом одновременно в трёх разных странах. Кроме того, впервые Милен с альбомом попала в официальный чарт загрузок в Великобритании.
1 декабря 2022 года, спустя неделю дней после релиза, был сертифицирован как золотой во Франции, а ещё спустя неделю — как платиновый.
В итоговом чарте Франции за 2022 год альбом занял одиннадцатое место с общими продажами в 146 400 копий.

## Отзывы критиков
| Оценки критиков   | Оценки критиков |
| Источник          | Оценка          |
| ----------------- | --------------- |
| La Dernière Heure | [ 40 ]          |
| Jenesaispop       | [ 41 ]          |
| L’Obs             | [ 42 ]          |
| Le Parisien       | [ 3 ]           |
| La Presse         | 7/10            |
| Pure Charts       | [ 44 ]          |

Альбом получил в целом положительные отзывы критиков.
Лу Лассан-Фубер из газеты Ouest-France отметил, что несмотря на то, что над альбомом работали разные люди, это один из самых однородных альбомов Милен Фармер. По его мнению, в произведении развивается постоянный меланхолический лиризм, который укачивает и окутывает нас так же сильно, как поднимает или расправляет нас. Он также отметил «как обычно неземной, и в то же время более ясный, чем когда-либо тембр» певицы. Эрик Бюро из Le Parisien заявил, что «результат оправдал ожидания» и поставил альбому четыре с половиной звезды из пяти возможных.
Жюльен Гонсалес написал, что здесь Фармер предлагает коллекцию восхитительных треков, которые обещают кинематографический, насыщенный и драматичный тур, а Тео Бертло из того же издания написал, что голос Милен Фармер поднимается на неожиданные высоты и становится более кристально чистым, чем когда-либо, а за ним скрываются более мрачные тексты с любимыми фетишистскими темами певицы. Рецензент Télérama заявил: альбом «возвращает популярности Фармер долгожданный размах», а «её композиции с симфоническими акцентами позволяют певице воссоединиться с мощью её главных хитов 80-х». В рецензии Var-Matin отметили: «четырнадцать очень успешных треков, подтверждающих способность артиста обновлять себя, не теряя ничего из того, что делает его успешным» По мнению Анны Марии Османовой из «Сююз Музыки», «„L’Emprise“ — личная музыкальная империя Милен Фармер, где правит печаль, но есть надежда. И в этой империи каждому меломану стоит побывать хотя бы раз». Обозреватель «Коммерсанта» Борис Барабанов указал на риск Милен Фармер «просто попасть в „новый альбом Woodkid“», однако тут же признаёт, что «мечтательная меланхолия, лежащая в основе персонального почерка Фармер, настолько самобытна, что сдвинуть её с места не под силу даже равным певице по таланту коллегам». Также он написал, что даже в отсутствие своего многолетнего соавтора Лорана Бутонна Фармер выпускает музыку, достойную внимания.
Оливье Ламм из Libération же написал, что в альбоме присутствует бесконечно тонкая грань между подростковым ребячеством и космическими тайнами чистейшей странности, а сама же Фармер, по его мнению, поёт фальцетом, более юным, чем когда-либо песни с ощущением, что она ближе к концу своей карьеры, чем к её началу. Бильдредактор «Новой газеты» Алексей Душутин считает, что «получился неосознанный акт творческой солидарности феминным идеям Бьорк», а сам альбом «в целом вышел ровный, не хватающий звёзд с неба».

## Тур Nevermore 2023
Стадионный тур Nevermore 2023 в поддержку альбома начался 3 июня 2023 года. Он прошел в Бельгии, Швейцарии и Франции. В рамках тура планировались два концерта на арене «Стад де Франс» 30 июня и 1 июля 2023 года, однако они были перенесены на осень 2024 года из-за беспорядков в городе. Предварительная продажа билетов началась 1 октября 2021 года, всего за восемь часов было продано 200 000 билетов.

## Список композиций
Все тексты написаны Милен Фармер, кроме треков 7 и 13 — AaRON.
| №                   | Название                                             | Музыка                                      | Продюсер              | Длительность |
| ------------------- | ---------------------------------------------------- | ------------------------------------------- | --------------------- | ------------ |
| 1.                  | «Invisibles»                                         | Йоанн Лемуан                                | Woodkid               | 3:35         |
| 2.                  | «À tout jamais»                                      | Йоанн Лемуан                                | Woodkid, Tepr         | 3:46         |
| 3.                  | «Que l’aube est belle»                               | Йоанн Лемуан                                | Woodkid               | 5:08         |
| 4.                  | «L’Emprise»                                          | Йоанн Лемуан                                | Tepr, Woodkid         | 3:54         |
| 5.                  | «Do You Know Who I Am»                               | Дариус Килер                                | Archive, Жером Девуаз | 4:03         |
| 6.                  | «Rallumer les étoiles»                               | Моби                                        | Моби                  | 4:24         |
| 7.                  | «Rayon vert» (совместно с AaRON)                     | AaRON                                       | AaRON                 | 3:45         |
| 8.                  | «Ode à l’apesanteur»                                 | Йоанн Лемуан                                | Woodkid               | 3:32         |
| 9.                  | «Que je devienne…»                                   | Йоанн Лемуан                                | Woodkid               | 4:14         |
| 10.                 | «Ne plus renaître»                                   | Дариус Килер                                | Archive, Жером Девуаз | 6:06         |
| 11.                 | «D’un autre part»                                    | Танги Дестабль, Йоанн Лемуан                | Tepr, Woodkid         | 3:12         |
| 12.                 | «Bouteille à la mer»                                 | Армен Пол, Моби, Димитри Эрлих, Пит Гордено | Моби, Филипп Ларсен   | 4:16         |
| 13.                 | «Rayon vert» (совместно с AaRON; version piano voix) | AaRON                                       | AaRON                 | 3:12         |
| 14.                 | «Invisibles» (Version piano voix)                    | Йоанн Лемуан                                | Woodkid               | 3:32         |
| Общая длительность: | Общая длительность:                                  | Общая длительность:                         | Общая длительность:   | 56:39        |

## Участники записи
| Музыканты - Милен Фармер — вокал - Салли Херберт — дирижёр, аранжировка - Эрик-Мария Кутюрье — виолончель (8) - Рафаэль Перро — виолончель - Беатрис Маттле — скрипка - Дориан Габль — скрипка - Поллар Берьер — бэк-вокал (5, 10) - Джон Нойс — бас-гитара (5, 10) - Смайли Бернард — барабаны (5, 10) - Дэйв Пен — гитара (5) - Дариус Килер — клавишные, программирование, звуковые эффекты (5, 10) - Дэнни Гриффитс — клавишные, программирование, звуковые эффекты (5, 10) - Оливье Курсьер — фортепиано, электробарабаны (7, 13) - Симон Бюре — фортепиано, электробарабаны (7, 13) - Иван Кассар — фортепиано (8, 12) - Грэм Прескетт — фортепиано, струнные (10) | Техперсонал - Йоанн Лемуан — аранжировка - Майк Марш — мастеринг - Жером Девуаз — сведение (1—11), запись - Филипп Ларсен — сведение (12), клавишные (12) - AaRON — сведение (13) - Аврелиан Тумир — сведение, запись (ассистент) - Пьер-Шарль Биге — сведение, запись (ассистент) - Пол Ван Пари — исполнительный продюсер - Тьери Сюк — менеджмент Оформление - Rægular — дизайн - Робин Питшон — каллиграфия, логотип - Йоанн Лемуан — иллюстрации |

## Чарты
| Чарт (2022)                              | Высшая позиция |
| ---------------------------------------- | -------------- |
| Бельгия/Валлония (Ultratop)              | 1              |
| Бельгия/Фландрия (Ultratop)              | 47             |
| Великобритания (UK Digital Albums Chart) | 42             |
| Франция (Top Albums France)              | 1              |
| Франция (Top Albums Physiques)           | 1              |
| Швейцария (Schweizer Hitparade)          | 1              |
| Швейцария (Albums français)              | 1              |
| Швейцария (Vinyl Charts Top 10)          | 5              |
| Швейцария/Романдия (GfK)                 | 1              |

| Чарт (2022)                     | Позиция |
| ------------------------------- | ------- |
| Франция (Top Albums France)     | 11      |
| Швейцария (Schweizer Hitparade) | 68      |

## Сертификации и продажи
| Регион         | Сертификация | Продажи |
| -------------- | ------------ | ------- |
| Франция (SNEP) | Платиновый   | 146 400 |

## История релиза
| Регион  | Дата           | Формат                                                 | Лейбл                       | Ист.   |
| ------- | -------------- | ------------------------------------------------------ | --------------------------- | ------ |
| Мир     | 25 ноября 2022 | Цифровая загрузка, стриминг                            | Stuffed Monkey (Sony Music) | [ 2 ]  |
| Франция | 25 ноября 2022 | CD (стандартный, лимитированный, коллекционный), 2x LP | Stuffed Monkey (Sony Music) | [ 59 ] |